# Alaba serrana
Alaba serrana är en snäckart som beskrevs av A. G. Smith och Gordon 1948. Alaba serrana ingår i släktet Alaba och familjen Litiopidae. Inga underarter finns listade i Catalogue of Life.